# Tullimonstrum
Tullimonstrum je pravděpodobně vyhynulý dravý mořský obratlovec z pozdního karbonu. Vzhledem k problematické fosilizaci původně měkkého těla i kvůli jeho podivné tělesné stavbě s čelistmi na zalomeném chobotu a s očima na dlouhých příčných stopkách je stále nejasné jeho systematické zařazení. Až studie z r. 2016 prokázala, že je to skutečně obratlovec blízký dnešním mihulím. V roce 2017 se však objevily výsledky nového výzkumu, který dokazuje, že může, ale také nemusí jít o obratlovce.
Byl popsán jediný druh – Tullimonstrum gregarium.

## Objev a výskyt
První zkamenělinu tullimonstra objevil v r. 1958 sběratel fosilií Francis Tully na nalezišti Mazon Creek, nedaleko města Morris v Illinois, což je i jediné známé místo výskytu. Stáří svrchně karbonské vrstvy výskytu bylo určeno na cca 306 až 309 milionů let. Jako druh Tullimonstrum gregarium bylo popsáno v r. 1969; Eugene S. Richardson jr. mu dal odborné jméno, ve kterém se odráží jak jméno objevitele fosilie, tak podivná tělesná stavba, kvůli které je přezdíváno Tulliho monstrum.

## Popis
Nalezené fosilie vykazují délku těla od 8 do 43 cm, většina je mezi 31 a 35 cm. Tělo bylo vřetenovitého tvaru, zakončené svislou ocasní ploutví kosočtverečného tvaru (případně interpretovatelnou jako dvojice horní a dolní trojúhelníkové ploutve na ocase). Uvnitř těla se podél hřbetu táhl notochord, po stranách tělní dutiny byly žaberní vaky.
Na přední části vybíhalo tělo v dlouhý chobot, který patrně nebyl úplně ohebný, ale vykazoval charakteristická zalomení – jedno výrazné asi uprostřed jeho délky a jedno na jeho konci u čelistí. Čelistní ústrojí dochovaná na fosíliích lze interpretovat jako dvě čelisti osazené až osmi ostrými keratinovými zuby (celkem zpravidla 14 zubů). Délka čelistí se u fosílií pohybuje mezi 5,5 a 16,5 mm délky a šířka mezi 3,5 a 6 mm, délka zubů pak 0,5 až 2,4 mm.
Blízko místa, kde vybíhal z těla chobot, byla na hřbetní straně kuriózní tenká příčkovitá struktura kolmá k tělesné ose i k rovině pravolevé souměrnosti. Na jejích koncích pak byly umístěny komorové oči.
Tělo bylo patrně měkké, ve fosíliích se nepodařilo zjistit žádné pevné orgány tvořené kostí, chitinem či uhličitanem vápenatým.
Podle stavby těla a čelistí se pravděpodobně jednalo o aktivně plovoucího mořského dravého živočicha, lovícího v bahnitém dně.

## Zařazení
Z nálezů fosilizovaného měkkého těla bylo složité určit fylogenetickou příbuznost tullimonstra, situaci neusnadňovala ani podivná tělesná stavba. Vědci nabízeli různé interpretace dílčích znaků a řadili tullimonstrum k měkkýšům, kroužkovcům, pásnicím, ploutvenkám, členovcům či konodontům.
Až na základě podrobného zkoumání více než 1200 fosílií vědci zjistili přítomnost struny hřbetní a žaberních vaků a nalezli i zuby obdobné mihulím. Ve studii z r. 2016 tak prokázali příslušnost tullimonstra k primitivním obratlovcům třídy mihulí. Pravděpodobně je jednou z bazálních větví vývojové linie mihulotvarých (Petromyzontiformes), podobně jako Mayomyzon.

## Kulturní odkaz
V r. 1989 bylo Tullimonstrum gregarium oficiálně přijato za "státní fosílii" (tedy jeden z přírodních státních symbolů, jako jsou státní květina či státní strom) amerického státu Illinois.